# أدريان يانيز
أدريان يانيز (بالإنجليزية: Adrian Yanez؛ مواليد 29 نوفمبر 1993) هو مُقاتل فنون قتالية مختلطة أمريكي.

## وصلات خارجية
- أدريان يانيز على موقع يو إف سي (الإنجليزية)
- أدريان يانيز على موقع شيردوغ (الإنجليزية)
- أدريان يانيز على موقع Tapology.com (الإنجليزية)